# Elena Grosheva
Elena Nikolaïevna Grosheva, née le 12 avril 1979 à Iaroslavl, est une gymnaste artistique russe. 

## Biographie
Elle découvre sa passion pour la gymnastique dès l’âge de cinq ans. En tant que gymnaste pour l’équipe nationale russe, elle participe aux Championnats du Monde de Dortmund (Allemagne), Brisbane (Australie), Sabae (Japon) et Lausanne (Suisse). Elle y remporte deux médailles (bronze et argent). 
Le point culminant de sa carrière de gymnaste est sa participation aux Jeux Olympiques d’Atlanta en 1996 où elle remporte une médaille d’argent.  
Après sa carrière de gymnaste, Elena est recrutée par le Cirque du Soleil. Entre 1998 et 2005, elle participe à plus de 1500 spectacles dans 15 pays pour les spectacles « Saltimbanco » et « Alegria ». 
C’est lors de ses tournées de spectacles qu’elle rencontre son mari, le compositeur et pianiste de renommée internationale Steve Barakatt. À la suite de leur mariage en Russie, le couple décide de s’établir dans la Ville de Québec, Canada.
En 2007, Elena Grosheva et Steve Barakatt sont nommés Ambassadeurs Nationaux pour l’UNICEF afin de venir en aide aux enfants les plus démunis de la planète.

## Palmarès

### Jeux olympiques
- Atlanta 1996
  -  médaille d'argent au concours par équipes

### Championnats du monde
- Dortmund 1994
  -  médaille de bronze au concours par équipes

- Lausanne 1997
  -  médaille d'argent au concours par équipes